# Séries de divisions de la Ligue américaine de baseball 2002
Les Séries de divisions de la Ligue américaine de baseball 2002 représentent le premier tour des séries éliminatoires de la Ligue majeure de baseball en 2002. 
Ce tour éliminatoire est constitué de deux séries disputées au meilleur de cinq parties par quatre clubs de la Ligue américaine de baseball, l'une des deux composantes des Ligues majeures de baseball. Elles sont jouées du mardi 1er octobre au dimanche 6 octobre 2002 et qualifient deux clubs pour la Série de championnat 2002 de la Ligue américaine.
En route vers leur triomphe en Série mondiale 2002, les Angels d'Anaheim remportent la première série éliminatoire de leurs 42 années d'histoire en éliminant trois victoires à une les Yankees de New York, incapables de franchir le premier tour après quatre titres de la Ligue américaine consécutifs. De leur côté, les Twins du Minnesota l'emportent trois matchs à deux sur les Athletics d'Oakland, ces derniers subissant l'élimination en Série de divisions pour la troisième année de suite.

## Yankees de New York vs Angels d'Anaheim
Les Yankees de New York signent en 2002 la première de trois saisons consécutives de plus de 100 victoires, bien qu'aucune de celles-ci ne se termine sur une victoire en Série mondiale. Avec 103 matchs gagnés contre 58 perdus, New York présente la meilleure fiche victoires-défaites des majeures en saison régulière 2002 et prend le premier rang de la division Est de la Ligue américaine,. Il s'agit pour les Yankees du 5e de 9 titres de section consécutifs et de la 8e de 13 qualifications consécutives en séries éliminatoires. 
Avec un remarquable total de 24 matchs gagnés de plus qu'en 2001, les Angels d'Anaheim se qualifient en séries éliminatoires pour la première fois depuis 1986. Leur fiche de 99 victoires contre 63 défaites en 2002 est alors la meilleure de leurs 42 années d'histoire, mais ils terminent quand même au second rang de la division Ouest de la Ligue américaine, avec 4 matchs de retard sur des Athletics d'Oakland vainqueurs de 103 rencontres. Les Angels décrochent la place de meilleurs deuxièmes donnant accès aux éliminatoires.
Les Yankees, perdants de la Série mondiale 2001 contre Arizona, défendent un titre de quadruple champion de la Ligue américaine et espèrent égaler le record de 5 titres de suite, mais ils subissent l'élimination au premier tour éliminatoire pour la première fois depuis octobre 1997. L'automne 2002 est le premier affrontement de l'histoire entre les deux clubs lors des séries éliminatoires, et il est suivi de deux autres rendez-vous durant la décennie 2000 : les Angels battent encore les Yankees en Série de divisions 2005, mais New York savoure une revanche en éliminant le club d'Anaheim en Série de championnat 2009 de la Ligue américaine.

### Calendrier des rencontres
| Match | Date        | Visiteur            | Hôte                | Score |
| ----- | ----------- | ------------------- | ------------------- | ----- |
| 1     | 1er octobre | Angels d'Anaheim    | Yankees de New York | 5 - 8 |
| 2     | 2 octobre   | Angels d'Anaheim    | Yankees de New York | 8 - 6 |
| 3     | 4 octobre   | Yankees de New York | Angels d'Anaheim    | 6 - 9 |
| 4     | 5 octobre   | Yankees de New York | Angels d'Anaheim    | 5 - 9 |

### Match 1
Mardi 1er octobre 2002 au Yankee Stadium, New York, New York.
| Angels d'Anaheim | 0 | 0 | 1 | 0 | 2 | 1 | 0 | 1 | 0 | 5 | 12 | 0 |
| Yankees de New York | 1 | 0 | 0 | 2 | 1 | 0 | 0 | 4 | X | 8 | 8  | 1 |
| Lanceurs partants : ANA : Jarrod Washburn NYY : Roger Clemens Vic. : Steve Karsay (1-0) Déf. : Ben Weber (0-1) Sauv. : Mariano Rivera (1) HRs : ANA : Troy Glaus (1, 2) NYY : Derek Jeter (1), Jason Giambi (1), Rondell White (1), Bernie Williams (1) |   |   |   |   |   |   |   |   |   |   |    |   |

### Match 2
Mercredi 2 octobre 2002 au Yankee Stadium, New York, New York.

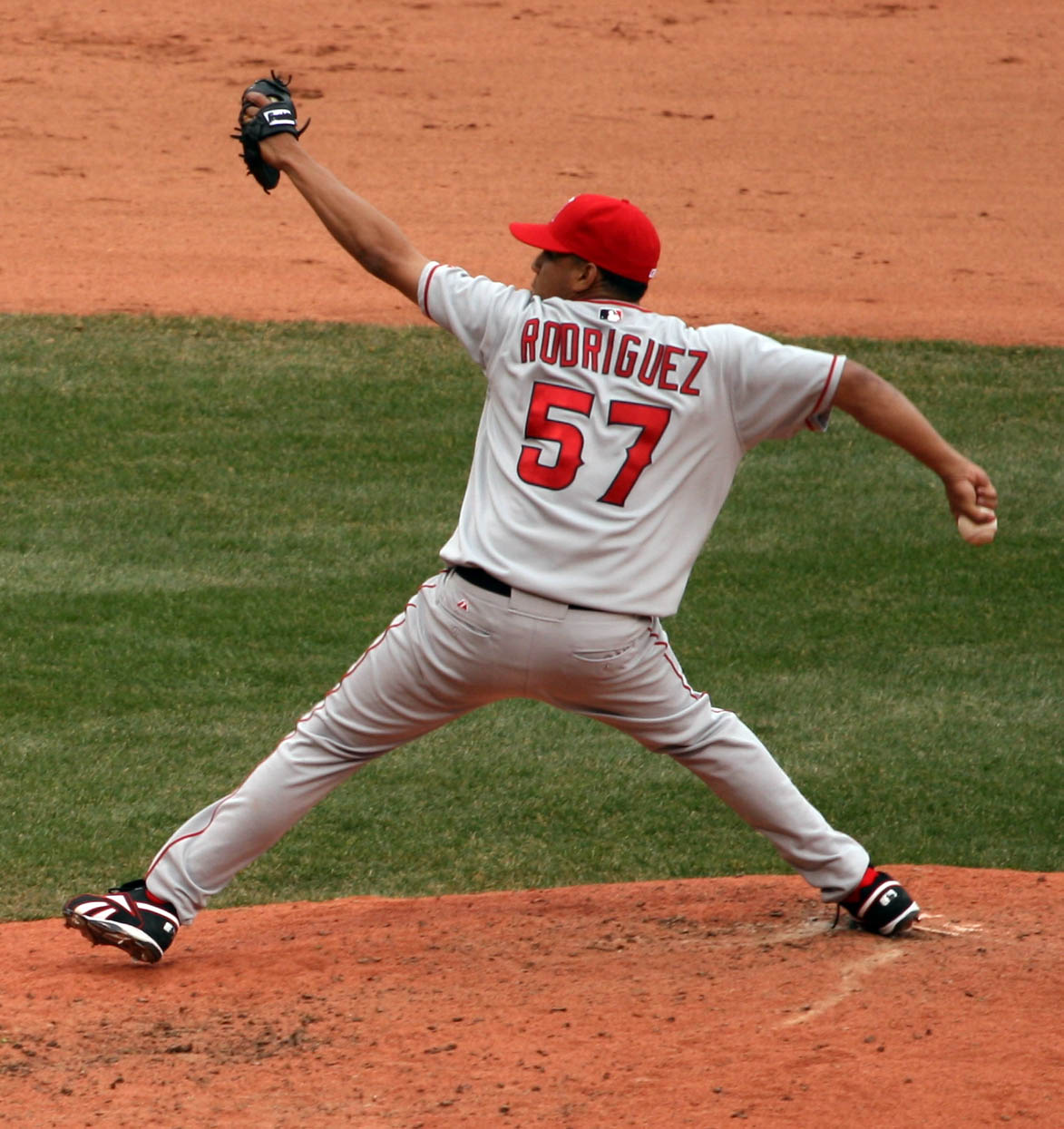
Francisco Rodríguez est le lanceur gagnant des matchs #2 et #3 pour les Angels.

| Angels d'Anaheim | 1 | 2 | 1 | 0 | 0 | 0 | 0 | 3 | 1 | 8 | 17 | 1 |
| Yankees de New York | 0 | 0 | 1 | 2 | 0 | 2 | 0 | 0 | 1 | 6 | 12 | 1 |
| Lanceurs partants : ANA : Kevin Appier NYY : Andy Pettitte Vic. : Francisco Rodríguez (1-0) Déf. : Orlando Hernández (0-1) Sauv. : Troy Percival (1) HRs : ANA : Tim Salmon (1), Scott Spiezio (1), Garret Anderson (1), Troy Glaus (3) NYY : Derek Jeter (2), Alfonso Soriano (1) |   |   |   |   |   |   |   |   |   |   |    |   |

### Match 3
Vendredi 4 octobre 2002 au Edison Field, Anaheim, Californie.
| Yankees de New York | 3 | 0 | 3 | 0 | 0 | 0 | 0 | 0 | 0 | 6 | 6  | 0 |
| Angels d'Anaheim | 0 | 1 | 2 | 1 | 0 | 1 | 1 | 3 | X | 9 | 12 | 0 |
| Lanceurs partants : NYY : Mike Mussina ANA : Ramón Ortiz Vic. : Francisco Rodríguez (2-0) Déf. : Mike Stanton (0-1) Sauv. : Troy Percival (2) HRs: ANA : Adam Kennedy (1), Tim Salmon (2) |   |   |   |   |   |   |   |   |   |   |    |   |

### Match 4
Samedi 5 octobre 2002 au Edison Field, Anaheim, Californie.
| Yankees de New York | 0 | 1 | 0 | 0 | 1 | 1 | 1 | 0 | 1 | 5 | 12 | 2 |
| Angels d'Anaheim | 0 | 0 | 1 | 0 | 8 | 0 | 0 | 0 | X | 9 | 15 | 1 |
| Lanceurs partants : NYY : David Wells ANA : Jarrod Washburn Vic. : Jarrod Washburn (1-0) Déf. : David Wells (0-1) HRs : NYY : Jorge Posada (1) ANA : Shawn Wooten (1) |   |   |   |   |   |   |   |   |   |   |    |   |

## Athletics d'Oakland vs Twins du Minnesota
Après une saison 2001 de 102 victoires, les Athletics d'Oakland remportent 103 matchs de saison régulière en 2002 contre 60 défaites, le plus haut total des majeures avec celui des Yankees de New York (103-59). Oakland décroche un second titre en trois ans de la division Ouest de la Ligue américaine, devançant les Angels d'Anaheim par seulement 4 victoires. 
Ces Athletics de l'époque Moneyball - le film du même nom relate la saison 2002 du club d'Oakland - se qualifient pour les éliminatoires quatre années de suite, de 2000 à 2003, mais sont chaque fois éliminés dès le premier tour. 
Pour la première fois champions de la division Centrale de la Ligue américaine, les Twins du Minnesota de 2002 remportent 94 victoires contre 67 défaites. Les Twins accèdent aux éliminatoires pour la première fois depuis leur victoire en Série mondiale 1991 et terminent au sommet de leur division pour la première fois depuis 1991, alors qu'ils jouaient dans la division Ouest d'une Ligue américaine sans division Centrale. Minnesota se qualifie trois années de suite (2002 à 2004) et six fois en neuf ans de 2002 à 2010, mais cet affrontement avec Oakland est la seule série éliminatoire qu'ils remportent durant cette période.
La Série de division 2002 est le premier affrontement de l'histoire en éliminatoires entre ces deux clubs, qui se retrouvent ensuite dans une Série de divisions 2006 gagnée 3 matchs à zéro par Oakland.

### Calendrier des rencontres
| Match | Date        | Visiteur            | Hôte                | Score  |
| ----- | ----------- | ------------------- | ------------------- | ------ |
| 1     | 1er octobre | Twins du Minnesota  | Athletics d'Oakland | 7 - 5  |
| 2     | 2 octobre   | Twins du Minnesota  | Athletics d'Oakland | 1 - 9  |
| 3     | 4 octobre   | Athletics d'Oakland | Twins du Minnesota  | 6 - 3  |
| 4     | 5 octobre   | Athletics d'Oakland | Twins du Minnesota  | 2 - 11 |
| 5     | 6 octobre   | Twins du Minnesota  | Athletics d'Oakland | 5 - 4  |

### Match 1
Mardi 1er octobre 2002 au Network Associates Coliseum, Oakland, Californie.
| Twins du Minnesota | 0 | 1 | 2 | 0 | 0 | 3 | 1 | 0 | 0 | 7 | 13 | 3 |
| Athletics d'Oakland | 3 | 2 | 0 | 0 | 0 | 0 | 0 | 0 | 0 | 5 | 12 | 0 |
| Lanceurs partants : MIN : Brad Radke OAK : Tim Hudson Vic. : Brad Radke (1-0) Déf. : Ted Lilly (0-1) Sauv. : Eddie Guardado (1) HRs : MIN : Corey Koskie (1), Doug Mientkiewicz (1) |   |   |   |   |   |   |   |   |   |   |    |   |

### Match 2
Mercredi 2 octobre 2002 au Network Associates Coliseum, Oakland, Californie.
| Twins du Minnesota | 0 | 0 | 0 | 0 | 0 | 1 | 0 | 0 | 0 | 1 | 7  | 1 |
| Athletics d'Oakland | 3 | 0 | 0 | 5 | 1 | 0 | 0 | 0 | X | 9 | 14 | 0 |
| Lanceurs partants : MIN : Joe Mays OAK : Mark Mulder Vic. : Mark Mulder (1-0) Déf. : Joe Mays (0-1) HRs : MIN : Cristian Guzmán (1) OAK : Eric Chavez (1) |   |   |   |   |   |   |   |   |   |   |    |   |

### Match 3
Vendredi 4 octobre 2002 au Metrodome, Minneapolis, Minnesota.
| Athletics d'Oakland | 2 | 0 | 0 | 1 | 0 | 1 | 2 | 0 | 0 | 6 | 9 | 1 |
| Twins du Minnesota | 0 | 0 | 0 | 1 | 2 | 0 | 0 | 0 | 0 | 3 | 8 | 0 |
| Lanceurs partants : OAK : Barry Zito MIN : Rick Reed Vic. : Barry Zito (1-0) Déf. : Rick Reed (0-1) Sauv. : Billy Koch (1) HRs : OAK : Ray Durham (1), Scott Hatteberg (1), Terrence Long (1), Jermaine Dye (1) |   |   |   |   |   |   |   |   |   |   |   |   |

### Match 4
Samedi 5 octobre 2002 au Metrodome, Minneapolis, Minnesota.
| Athletics d'Oakland | 0 | 0 | 2 | 0 | 0 | 0 | 0 | 0 | 0 | 2  | 7  | 2 |
| Twins du Minnesota | 0 | 0 | 2 | 7 | 0 | 0 | 2 | 0 | X | 11 | 12 | 0 |
| Lanceurs partants : OAK : Tim Hudson MIN : Eric Milton Vic. : Eric Milton (1-0) Déf. : Tim Hudson (0-1) HRs : OAK : Miguel Tejada (1) MIN : Doug Mientkiewicz (2) |   |   |   |   |   |   |   |   |   |    |    |   |

### Match 5
Dimanche 6 octobre 2002 au Network Associates Coliseum, Oakland, Californie.
| Twins du Minnesota | 0 | 1 | 1 | 0 | 0 | 0 | 0 | 0 | 3 | 5 | 12 | 0 |
| Athletics d'Oakland | 0 | 0 | 1 | 0 | 0 | 0 | 0 | 0 | 3 | 4 | 11 | 0 |
| Lanceurs partants : MIN : Brad Radke OAK : Mark Mulder Vic. : Brad Radke (2-0) Déf. : Mark Mulder (1-1) HRs : MIN : A. J. Pierzynski (1) OAK : Ray Durham (2), Mark Ellis (1) |   |   |   |   |   |   |   |   |   |   |    |   |